# Resolución 1518 del Consejo de Seguridad de las Naciones Unidas
La resolución 1518 del Consejo de Seguridad de las Naciones Unidas, adoptada por unanimidad el 24 de noviembre de 2003, tras reafirmar resoluciones anteriores sobre Iraq, en particular la 1483 (2003), estableció un comité para investigar los activos financieros retirados del país por personas vinculadas a Saddam Hussein . 
El Consejo de Seguridad recordó la decisión de disolver el comité establecido por la Resolución 661 (1990) y de que todos los Estados implementen las obligaciones dimanantes de la Resolución 1483. Se determinó que la situación en el Iraq, aunque había mejorado, seguía constituyendo una amenaza para la paz y la seguridad internacionales.
Actuando en virtud del Capítulo VII de la Carta de las Naciones Unidas, el Consejo estableció un comité del Consejo de Seguridad para actualizar las listas del comité anterior relativas a personas o entidades vinculadas a Saddam Hussein con efecto inmediato.  Los activos iraquíes ubicados en el extranjero serían luego transferidos a una cuenta establecida por la Autoridad Provisional de la Coalición .  Por último, se revisaría el mandato del nuevo comité y posiblemente se ampliaría para incluir la supervisión del cumplimiento de un embargo de armas contra Iraq, excepto las armas y municiones destinadas a ser utilizadas por la Autoridad Provisional de la Coalición.
Los representantes de Francia, Alemania, México y Rusia habían pedido que el Comité supervisara el embargo de armas contra el Iraq, aunque esto no se incluyó en el proyecto final de la resolución. En su ausencia, el representante francés solicitó que el seguimiento lo realizara el Consejo de Seguridad. 